# Воинский мемориал в посёлке Весёлый
Воинский мемориал в посёлке Весёлый Весёловского района Ростовской области — комплекс памятников, посвящённых памяти солдат Великой Отечественной войны.

## Братская могила
Братское воинское захоронение в парке хутора Весёлый появилось в январе 1943 года, когда сразу после окончания боёв здесь были захоронены советские солдаты, погибшие при освобождении хутора. Позже сюда были перезахоронены местные жители, погибшие от рук оккупантов и захороненные в разных местах. Всего в братской могиле в парке посёлка Весёлый, покоится около 300 человек, из них 113 воинов, погибших в боях за хутор. 89 имён погибших воинов известны, 24 — неизвестны. После окончания Великой Отечественной войны одной из своих первостепенных задач руководство района посчитало увековечивание памяти павших в боях за освобождение Весёловского района советских воинов. Вскоре после Победы, уже 23 мая 1945 года исполком Весёловского Райсовета депутатов трудящихся слушает вопрос «О приведении в порядок братских могил» и постановляет: «Обязать председателя Весёловского с/совета т. Кадачникову поставить памятник над братскими могилами в парке Райцентра х. Весёлый к 15/VII- 45 г.». Первый памятник над братской могилой в Весёлом представлял собой простой обелиск, увенчанный пятиконечной звездой. Обелиск был сложен из кирпича, оштукатурен цементом и покрашен.
В 1951 году над братской могилой в парке Весёлого был установлен памятник, который вместе с постаментом составляет 4 м в высоту.
В 1980-х годах рядом с братской могилой появились стелы с именами погибших на фронтах Великой Отечественной войны односельчан.
В начале 2000-х годов памятник был вновь реконструирован и приобрёл современный вид.
- Памятник на братской могиле хутора Весёлый Веселовского района Ростовской области, 1940-е годы
- Памятник на братской могиле хутора Весёлый Веселовского района Ростовской области, 1960-е годы
- Памятник на братской могиле хутора Весёлый Веселовского района Ростовской области, 1980-е годы
- Памятник на братской могиле хутора Весёлый Веселовского района Ростовской области, современный вид

## Стела, посвящённая Героям Советского Союза
В 2014 году мемориальный комплекс посёлка Весёлый пополнился стелой, посвящённой Героям Советского Союза — уроженцам Весёловского района: Михаилу Степановичу Кожемякину, Ивану Алексеевичу Левченко и Михаилу Степановичу Мордвянникову.

## Аллея боевой славы
В 2015 году, в год 70-летия Великой Победы по инициативе Главы Администрации Весёловского района Л. Н. Серокурова в парке посёлка Весёлый была создана Аллея боевой славы. Она посвящена погибшим воинам, призванным в годы Великой Отечественной войны с территории Весёловского района, которые за свои боевые подвиги были удостоены высоких государственных наград.
Аллея выполнена в виде портретной галереи, где фото каждого героя снабжено краткой биографической справкой. По мере сбора информации Аллея пополняется.